# Jerzy Gawrysiak
Jerzy Gawrysiak (ur. 1 września 1928 w Rybnie, zm. 7 grudnia 2007) – polski ekonomista i polityk. Minister handlu wewnętrznego i usług w latach 1975–1976, minister-członek Rady Ministrów od 1980 do 1981.

## Życiorys
Syn Wincentego i Aurelii. W 1955 ukończył studia na Uniwersytecie Leningradzkim, otrzymał tytuł magistra ekonomii. Następnie do 1958 pracował jako starszy asystent na Politechnice Poznańskiej.
W 1952 wstąpił do Polskiej Zjednoczonej Partii Robotniczej. Pełnił funkcję sekretarza komitetu dzielnicowego partii Poznań-Wilda (1958–1961) i komitetu wojewódzkiego w Poznaniu (1964–1970) oraz I sekretarza KW w Rzeszowie (1972–1975). Od 1963 do 1964 był wiceprzewodniczącym Prezydium Wojewódzkiej Rady Narodowej w Poznaniu, a od grudnia 1973 do maja 1975 przewodniczącym Prezydium WRN w Rzeszowie. W 1972 i w okresie 1981–1982 był zastępcą kierownika wydziału ekonomicznego Komitetu Centralnego PZPR, pełnił również analogiczną funkcję w wydziale handlu i finansów (1981). W latach 1975–1980 był członkiem Komitetu Centralnego PZPR.
W 1971 został podsekretarzem stanu w Ministerstwie Handlu Wewnętrznego, w maju 1975 jego kierownik. Od 28 maja 1975 do 2 grudnia 1976 był ministrem handlu wewnętrznego i usług w rządzie Piotra Jaroszewicza i kolejnym pod jego przewodnictwem. Od 24 sierpnia 1980 do 12 czerwca 1981 był ministrem-członkiem Rady Ministrów i przewodniczącym Państwowej Komisji Cen w rządzie Józefa Pińkowskiego i Wojciecha Jaruzelskiego. Ambasador PRL w Niemczech Wschodnich w latach 1976–1980.
Otrzymał m.in. Order Sztandaru Pracy II klasy, Medal 30-lecia Polski Ludowej oraz Złoty Order „Gwiazda Przyjaźni między Narodami” (Niemcy Wschodnie, 1980).
Pochowany symbolicznie na cmentarzu Powązki Wojskowe w Warszawie (kwatera AIII kol.-6-24).